# Валя-Ларге (Алба)
Валя-Ларге (рум. Valea Largă) — село у повіті Алба в Румунії. Входить до складу комуни Селчуа.
Село розташоване на відстані 300 км на північний захід від Бухареста, 35 км на північний захід від Алба-Юлії, 48 км на південь від Клуж-Напоки.

## Населення
За даними перепису населення 2002 року у селі проживали 142 особи, усі — румуни. Усі жителі села рідною мовою назвали румунську.